# Gallmannsweil
Gallmannsweil ist ein Ortsteil der baden-württembergischen Gemeinde Mühlingen im Landkreis Konstanz in Deutschland.

## Geographie

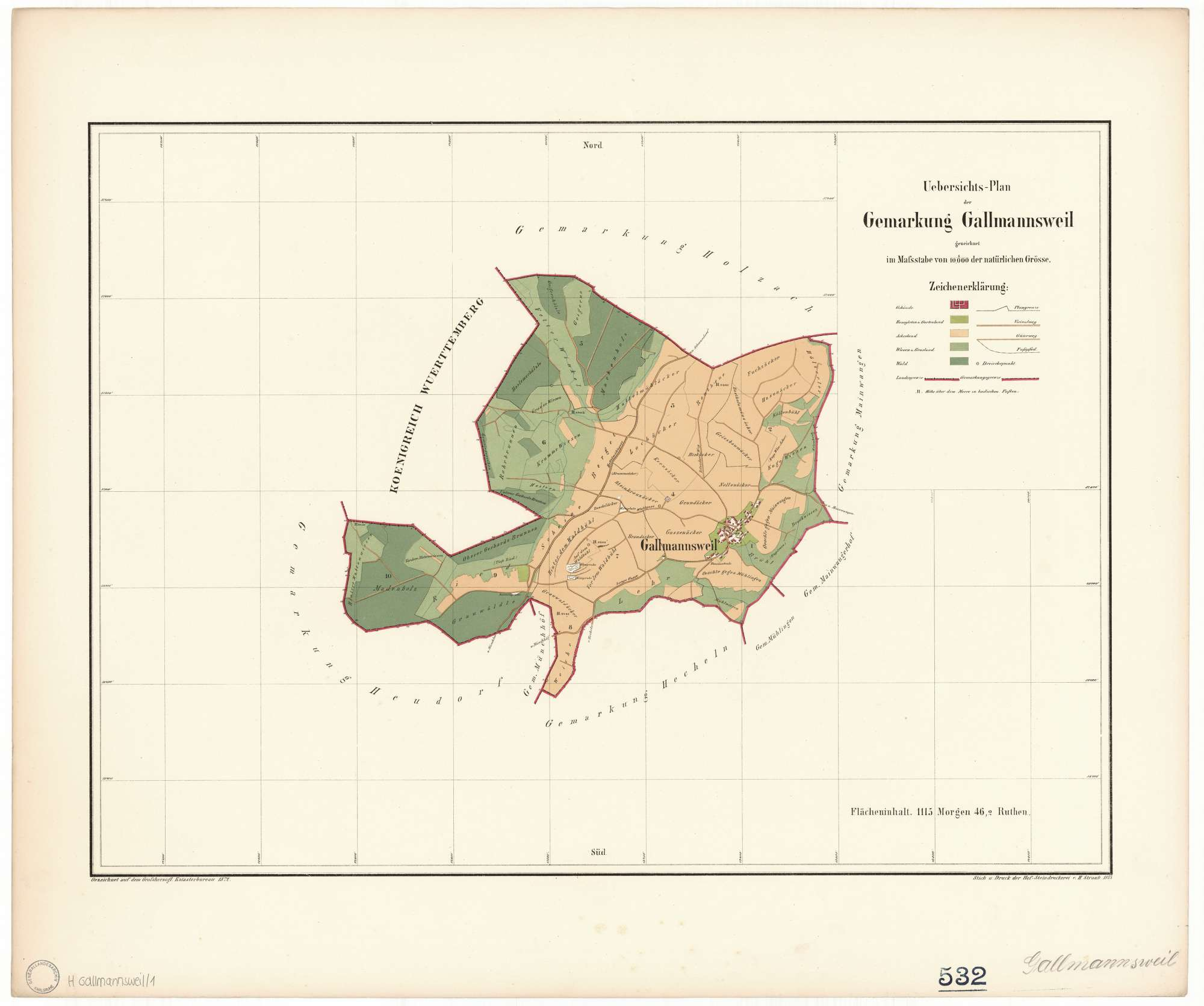
Gemarkungsgrenze (1872)

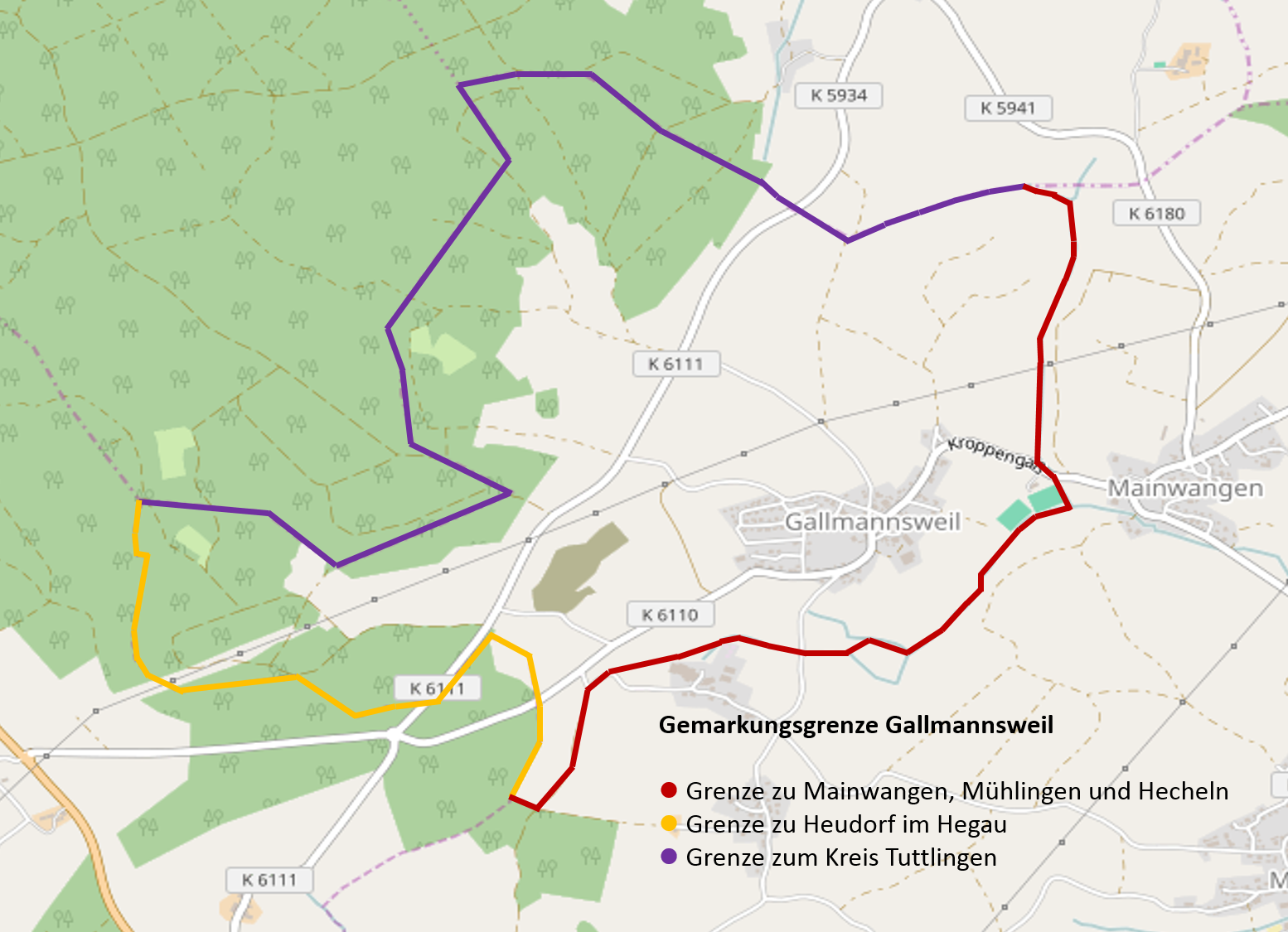
Gemarkungsgrenze (aktuell)

### Geographische Lage
Gallmannsweil liegt im Nordosten des Hegaus, am Übergang zur Schwäbischen Alb, etwa zwei Kilometer nordwestlich der Mühlinger Ortsmitte, auf einer Höhe von bis zu 677,6 m ü. NHN. Früher, im ausgehenden Mittelalter, wurde diese Landschaft nördlich von Stockach als das „Madach“ bezeichnet.
Im Osten grenzt das 402 Hektar große Gallmannsweil an den Mühlinger Ortsteil Mainwangen, im Süden an den Ortsteil Hecheln, im Westen an Eigeltingen, im Nordwesten an den Schindelwald und im Norden an den zu Neuhausen ob Eck gehörenden Ortsteil Holzach im Landkreis Tuttlingen.
Die Grenze zum Landkreis Tuttlingen ist heute gleichzeitig die Kreisgrenze und war früher die Landesgrenze zwischen Baden und Hohenzollern. Rund 40 Grenzsteine im Bereich des Schindelwaldes bezeugen noch heute den Grenzverlauf.

### Geologie
Im Wesentlichen liegt Gallmannsweil im Bereich der Überlinger Gletscherzunge des Rheingletschers; regionalgeologisch bedeutet das: am Nordrand der Äußeren Jungmoräne bzw. des voralpinen Molassebeckens.

### Gewässer
Die Gemarkung Gallmannsweil liegt im Bereich der Rhein-Donau-Wasserscheide. Nach Norden wird das Gallmannsweiler Gebiet über die Krummbach in die Ablach und damit in die Donau und zum Schwarzen Meer entwässert, nach Süden entwässern Lehgraben, Erlen- und Eschbach in die Stockacher Aach und die in den Bodensee/Rhein und somit in die Nordsee.

### Schutzgebiete
In Gallmannsweil sind die vier Biotope „Gehölze und Magerrasen in Kiesgrube westlich Gallmannsweil“ (12.786 m²; Biotopnummer 180193350064), „Feldgehölz südwestlich Gallmannsweil“ (3.017 m²; 180193350069), „Verlandungsvegetation südlich Gallmannsweil“ (1.110 m²; 180193350068) und „Naturnaher Bachlauf Erlenbach“ (567 m²; 180203350100) ausgewiesen.

## Geschichte
Gallmannsweil ist wohl eine Rodungssiedlung des 9./10. Jahrhunderts. Erstmals wurde es 1346 in einer Urkunde erwähnt: Am Samstag vor Sankt Thomas des Apostels Tag, der vor Weihnachten kommt (16. Dezember), verkaufte Eberhard von Schwandorf die Mannlehenschaft des Peterer Guts zu Garmanswiler – vom Personennamen Garaman oder Garman abgeleitet – und das Vogtrecht des Eggers Gut in Schwandorf für vier Pfund Pfennig Konstanzer Münz an die Brüder Bilgerin von Heudorf.

„Anno 1499 wardt (…) Garmandschweiler von den Schweizern verbrandt, auff S. Urban und SS Trinitatis abend.“

Zunächst gehörte der Ort den Grafen von Nellenburg und wurde von diesen später an adelige Dienstmannen als Lehen ausgegeben. Vom 14. bis zur Mitte des 17. Jahrhunderts war Gallmannsweil als Teil der Herrschaft Waldsberg eine Besitzung des Rittergeschlechtes derer von Heudorf und kam 1656 an das Fürstenhaus Fürstenberg. Danach wurde die Herrschaft Waldsberg mit Gallmannsweil, Krumbach, Bietingen, Hölzle, Boll-Ilgental und einigen Höfen der Herrschaft Meßkirch eingegliedert. Die Mediatisierung aufgrund des Reichsdeputationshauptschlusses führte 1806 zur Zugehörigkeit zum Großherzogtum Baden, wo der Ort zunächst zum Bezirksamt Meßkirch gehörte. 1843 kam der Ort zum Bezirksamt Stockach, das  1939 in Landkreis Stockach umbenannt wurde.

Am 26. März 1972 gaben von 148 Stimmberechtigten 108 Gallmannsweiler Bürger ihre Stimmen ab: 9 stimmten für, 99 gegen eine Einheitsgemeinde mit Mühlingen.
Bei der Auflösung des Landkreises Stockach im Zuge der baden-württembergischen Kreisreform 1973 kam das Dorf zum Landkreis Konstanz.
Am 20. Juli 1973 stimmte der Gallmannsweiler Gemeinderat mit 5:1 Stimmen bei einer Enthaltung dem Zusammenschluss mit Mühlingen, Mainwangen und Schwackenreute zu, zum 1. Januar 1974 erfolgte die Eingemeindung zu Mühlingen.

### Name
Der Name Gallmannsweil wird als Dorf des Garman gedeutet. Im Laufe der Jahrhunderte sind folgende Schreibweisen belegt: Garmannswiler (1346), Garmandschweiler (1663), Gallmansweijler (1765) und Galmanschweil/er (1765).

### Einwohnerentwicklung
| Jahr               | 1584 | 1778 | 1800 | 1813 | 1850 | 1851 | 1852 | 1865 | 1871 | 1880 | 1890 | 1900 | 1905 | 1910 | 1925 | 1933 | 1939 | 1945 | 1950 | 1956 | 1960 | 1961 | 1968 | 1970 | 1996 | Ref.               |
| Einwohner          | ≈150 | ≈170 | 190  | 189  | 219  | 222  | 225  | 221  | 204  | 216  | 196  | 184  | 183  | 188  | 180  | 190  | 172  | 201  | 200  | 197  | 202  | 215  | ???  | 224  | 335  | [ 8 ] [ 9 ] [ 10 ] |
| 0in Familien       |      |      |      | 45   | 42   |      |      |      |      |      |      |      |      |      |      |      |      |      |      |      |      |      |      |      |      | [ 11 ]             |
| 0in Wohngebäuden   |      |      |      | 28   | 40   |      |      |      |      |      |      |      |      |      |      |      |      |      | 41   |      |      | 46   | 50   |      |      | [ 11 ]             |
| weiblich           |      |      |      |      |      |      | 115  |      | 108  | 104  | 91   | 92   |      | 94   | 93   | 95   | 84   |      | 103  | 93   |      | 108  |      | 109  |      | [ 12 ]             |
| männlich           |      |      |      |      |      |      | 110  |      | 96   | 112  | 105  | 92   |      | 94   | 87   | 95   | 88   |      | 97   | 104  |      | 107  |      | 115  |      | [ 12 ]             |
| römisch-katholisch |      |      | 190  | 189  | 219  | 222  | 225  |      |      |      |      | 184  | 183  |      | 180  |      |      | 197  | 191  |      |      |      |      | 199  |      | [ 13 ] [ 14 ]      |
| evangelisch        |      |      |      |      |      |      |      |      |      |      |      |      |      |      |      |      |      | 4    | 9    |      |      |      |      | 25   |      | [ 13 ] [ 14 ]      |

#### Auswanderer
Zwischen 1853 und 1878 wanderten 18 Gallmannsweiler Bürger aus, 17 von ihnen nach Nordamerika, einer in die Schweiz.

## Politik

### Wahlergebnisse
Wahlen zur verfassunggebenden Württembergischen Landesversammlung und deutschen Nationalversammlung
| Partei                                                  | 1919   |
| Sozialdemokratische Partei Deutschlands (SPD)           | 18,9 % |
| Deutsche Demokratische Partei (DDP)                     | 35,6 % |
| Zentrumspartei (Z)                                      | 44,4 % |
| Bürgerpartei (BP) / Deutschnationale Volkspartei (DNVP) | 1,1 %  |

Reichstagswahl
| Partei                                                              | 1932   |
| Sozialdemokratische Partei Deutschlands (SPD)                       | 2,4 %  |
| Deutsche Demokratische Partei (DDP) / Deutsche Staatspartei (DStP)  | 8,4 %  |
| Zentrumspartei (Z)                                                  | 56,6 % |
| Deutschnationale Volkspartei (DNVP) / Christliche Volkspartei (CVP) | 6,0 %  |
| Nationalsozialistische Deutsche Arbeiterpartei (NSDAP)              | 22,9 % |
| Sonstige (KPD, DVP und andere)                                      | 3,7 %  |

Landtagswahlen
| Partei                                                             | 1952   | 1956   | 1960   | 1964   | 1968   |
| Christlich Demokratische Union Deutschlands (CDU)                  | 23,1 % | 51,8 % | 68,2 % | 52,2 % | 51,7 % |
| Sozialdemokratische Partei Deutschlands (SPD)                      | 11,1 % | 14,5 % | 12,1 % | 12,2 % | 16,7 % |
| Demokratische Volkspartei (DVP) / Freie Demokratische Partei (FDP) | 3,7 %  | 29,1 % | 15,2 % | 31,1 % | 18,3 % |
| Bund der Heimatvertriebenen und Entrechteten (BHE)                 | 12,0 % | 3,6 %  | 1,5 %  | 3,3 %  | —      |
| Nationaldemokratische Partei Deutschlands (NPD)                    | —      | —      | —      | —      | 10,0 % |
| Sonstige                                                           | 50,1 % | 1,0 %  | 3,0 %  | 1,2 %  | 3,3 %  |

Bundestagswahlen
| Partei                                                             | 1949   | 1953   | 1957   | 1961   | 1965   | 1969   |
| Christlich Demokratische Union Deutschlands (CDU)                  | 56,6 % | 74,2 % | 63,0 % | 61,5 % | 65,3 % | 71,8 % |
| Sozialdemokratische Partei Deutschlands (SPD)                      | 9,4 %  | 7,5 %  | 12,0 % | 5,8 %  | 10,2 % | 19,4 % |
| Demokratische Volkspartei (DVP) / Freie Demokratische Partei (FDP) | 22,6 % | 11,7 % | 18,0 % | 29,8 % | 24,5 % | 5,8 %  |
| Sonstige (KPD, GB/BHE, NPD und andere)                             | 11,3 % | 6,6 %  | 7,0 %  | 2,9 %  | —      | 2,9 %  |

### Bürgermeister
Die Selbstverwaltung der Gemeinden wurde mit der Gemeindeverordnung von 1831 erweitert, der Vogt vom Bürgermeister abgelöst.
- 0000 bis 1844: Herr Sturm
- 1844 bis 1870: Josef Geiger
- 1870 bis 1874: Josef Riedmaier
- 1874 bis 1875: Leonhard Sturm
- 1875 bis 1883: Johann-Nepomuk Schmid
- 1884 bis 1885: Martin Joos
- 1885 bis 1900: Ferdinand Renner
- 1900 bis 1919: Hilarius Riedmaier (Zentrumspartei)
- 1919 bis 1928: Julius Renner
- 1928 bis 1945: Johann Honold
- 1945 bis 1947: Karl Kramer (* 1881)
- 1947 bis 1947: Gebhard Riedmaier (* 1905)
- 1947 bis 1953: Arnold Joos
- 1953 bis 1961: Albert Schmid (1899–1962)
- 1961 bis 1973: Josef Renner (* 1925)[20]

Am 1. April 1954 wurde das Jahresgehalt des Bürgermeisters auf 650 DM erhöht. Am 18. Januar 1970 beschloss der Gallmannsweiler Gemeinderat die Erhöhung der Besoldung des ehrenamtlichen Bürgermeisters auf den Höchstsatz von 355 DM. Der Beschluss war erforderlich, damit der Bürgermeister sozialversichert werden konnte.

### Wappen
| Wappen der Mühlinger Ortsteils Gallmannsweil | Blasonierung: „In Silber auf grünem Dreiberg eine grüne Tanne.“                                                   |
| Wappen der Mühlinger Ortsteils Gallmannsweil | Dreiberg und Tanne wurden Ende der 1970er Jahre in das Wappen der 1975 gegründeten Gemeinde Mühlingen übernommen. |

## Wirtschaft und Infrastruktur

### Wirtschaft
Die Gallmannsweiler Bürger lebten früher hauptsächlich von der Landwirtschaft. Erst im 19. Jahrhundert nahm die zuvor unbedeutende Viehwirtschaft zu.
Tabelle: Viehstand
| Jahr     | um 1850 | um 1900 | 1925 |
| Pferde   | 45      | 42      | 29   |
| Rinder   | 161     | 287     | 294  |
| Schweine | 30      | 161     | 122  |
| Ziegen   | 10      | —       | 1    |

Seit der Wende zum 20. Jahrhundert gab es im Dorf einen Konsum- und Bauernverein sowie die Gallmannsweiler Zuchtgenossenschaft, ab den 1920er Jahren bis 1934 eine Milchgenossenschaft.
1945 führte die französische Besatzungsmacht eine erste Bodennutzungserhebung durch: Die 311 Hektar (ha) 56 Ar (a) umfassende Wirtschaftsfläche Gallmannsweils war damals unter anderem in 140 ha Acker- (davon 65 ha Getreide) und 6 ha Gartenland mit Baumschulen und Obstplantagen, 119 ha Wiesen, 28 ha Forste und Holzungen, 4 ha Viehweiden sowie 2 ha Ödland und 3 ha Gebäude- und Hofflächen aufgeteilt.

#### Handwerk und Dienstleistung
Aufgrund eines 1584 erhobenen Ungelds, eine seit dem 13. Jahrhundert zu zahlende Verbrauchssteuer, wird angenommen, dass es schon damals eine Wirtschaft in Gallmannsweil gegeben haben muss.

1778 betreiben je ein Hufschmied, Korbmacher, Sattler und Wirt sowie vier Weber ihr Handwerk im Dorf. Die Handwerkskammer zählte 1929 je einen Frisör, Metzger, Schmied, Schuhmacher und Zimmerer sowie eine Schneiderin. In den Jahren des Zweiten Weltkriegs mussten einige Geschäfte geschlossen werden, so dass das Angebot an Gewerbe- und Handwerksbetrieben nach Kriegsende sehr gering – eine Huf- und Wagenschmiede, ein Lebensmittelgeschäft und eine Wagnerei – war, sich aber mit der Währungsreform wieder erholte.

### Infrastruktur

#### Schule
Schon vor 1830 ist in Gallmannsweil ein Schulhaus belegt; 1882 erfolgten erste Umbauarbeiten.
Gallmannsweil, Hecheln, Hoppetenzell, Mainwangen, Mühlingen, Schwackenreute und Zoznegg beschlossen 1922 einen „Fortbildungsschulverband für Mädchen und Knaben“ zu gründen. Sitz der Schule und der Lehrerin war Zoznegg.
Das Gallmannsweiler Schulhaus wurde 1930 erneut umgebaut. 1945 besuchten 28 Schüler die Einrichtung mit geschlossenem Schulhof und freistehendem Abort. Im März 1953 genehmigte der Gemeinderat die Anschaffung von Nähkästen für den Handarbeits- sowie ein Reck und einen Barren für den Sportunterricht. Am 7./8. Dezember 1968 wurde das erneut umgebaute Schulhaus nach einjähriger Bauzeit festlich eingeweiht.
1969 fiel die Entscheidung für eine Gemeinschaftsschule mit den heutigen Ortsteilen in Mühlingen.
Hauptlehrer in Gallmannsweil
- 1924 bis 1925: Hauptlehrer H. Stadelmann
- 1927 bis 1936: Hauptlehrer Hubert Herr
- 1938 bis 1943: Hauptlehrer Elsäßer
- 1945 bis 1947: Hauptlehrerin Friedel Eberbach
- 1947 bis 1948: Hauptlehrer Werkmann
- 1948 bis 1949: Hauptlehrerin Traub
- 1949 bis 1953: Hauptlehrer Heinrich Dorer[23]
- 1955 bis 1956: Hauptlehrer Egon Zimmermann
- 1956 bis 1963: Hauptlehrer Konrad Hettler
- 1963 bis 1968: Hauptlehrer Günter Glocker
- 1968 bis 1980: Lehrerin Helga Glocker[24]

#### Trinkwasserversorgung

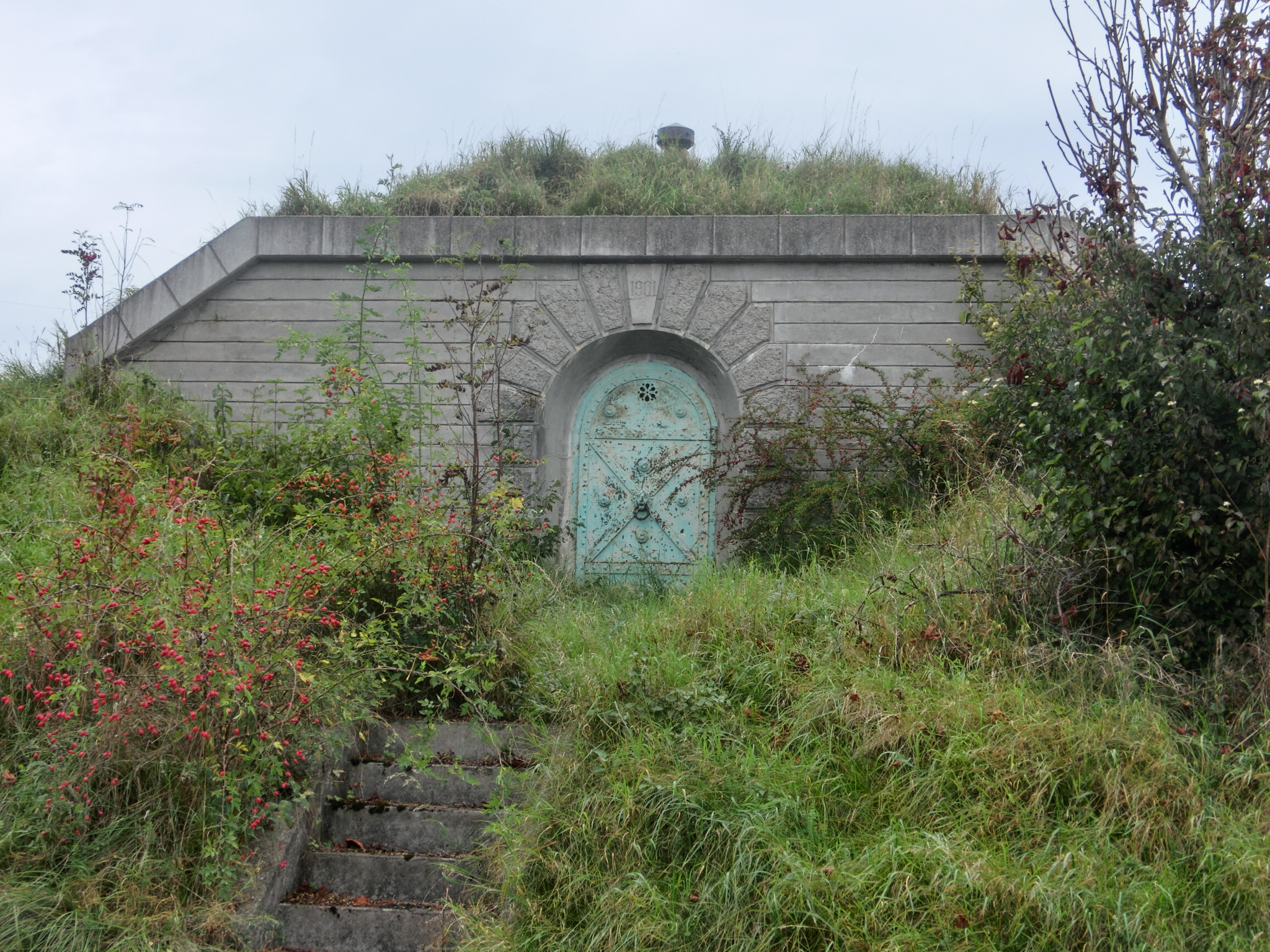
Trinkwasser-Hochbehälter an der 'Waldgaß'

1862 wurden die Bewohner Gallmannsweils durch einen Privat- und den Gemeindebrunnen mit „sehr gutem Trinkwasser“ versorgt. Im Herbst 1901 wurde die Gallmannsweiler Wasserleitung mit 14 Hydranten hergestellt, unter anderem mit Hilfe von etwa zwanzig italienischen Erdarbeitern.
Die Inbetriebnahme des auf 668 m ü. NHN am Rande des Schindelwalds liegenden Gerhardsbrunnens hatte für Gallmannsweil große Bedeutung. Nach ersten, bis zu 34 Meter tiefen Probebohrungen im Jahr 1964 und Pumpversuchen 1966 (max. tägliche Schüttung: 691.000 Liter) wurde 1972 die Satzung des Zweckverbandes „Wasserversorgung Gerhardsbrunnen“ veröffentlicht. Heute versorgt der Gebhardsbrunnen den Großteil der Gemeinde Mühlingen mit Trinkwasser.

#### Energieversorgung
In den 1920er Jahren wurde Gallmannsweil in das Versorgungsnetz des Badenwerks – heute die EnBW – eingegliedert.
Im August 1958 bzw. Januar 1962 wurde mit der Badenwerk AG ein sogenannter B-Vertrag abgeschlossen, das heißt, dass die Gemeinde direkt vom Badenwerk beliefert wurde.

#### Feuerwehr
In Gallmannsweil existierte schon lange vor der Gründung der Feuerwehr am 12. Februar 1951 eine Löschmannschaft. Das im Juni 2002 eingeweihte Feuerwehrhaus der heute zur Freiwilligen Feuerwehr Mühlingen gehörenden Abteilung Gallmannsweil befindet sich in der Garmannstraße und ist unter anderem mit einem Tragkraftspritzenfahrzeug mit Wasser (TSF-W, Typ „Iveco Daily“) ausgestattet.
Einer der spektakulärsten und medienträchtigsten Einsätze der Gallmannsweiler Wehr fand am 28. Oktober 2014 statt: Bei einer durch Benzindämpfe hervorgerufenen Verpuffung in einem Bauwagen erlitten vier Jugendliche schwer(st)e Verbrennungen, drei von ihnen schwebten zeitweise in Lebensgefahr.

#### Post
Vor 1900

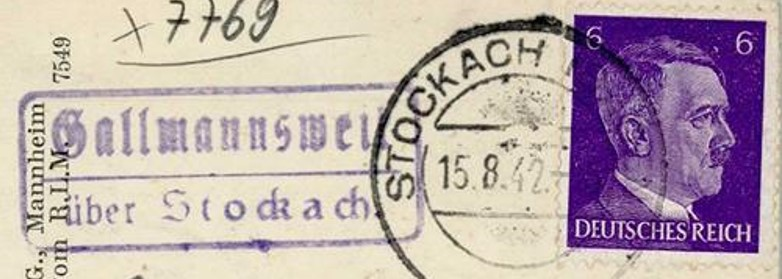
Posthilfstelle-Stempel
„Gallmannsweil über Stockach“ (1942)

Privatpersonen mussten vor 1821 ihre Post auf der Stockacher Postanstalt selbst abgeben. Dann entstand durch die Einrichtung einer Amtsbotenanstalt die Möglichkeit, dass Privatpersonen ihre Post einem Amtsboten übergeben konnten. Dieser brachte die Post anfangs zweimal, später dreimal wöchentlich zur Stockacher Postexpedition.
In den 1850er Jahren wurde die Amtbotenanstalt aufgrund stetig zunehmendem Schriftverkehrs aufgehoben, ihre Dienste der Post übertragen und zum 1. Mai 1859 die Landpostanstalt ins Leben gerufen. Im Amtsbezirk Stockach wurden fünf Botenbezirke eingerichtet, von denen der Botenbezirk No. II von der Expedition in Eigeltingen besorgt wurde. Jeden Montag, Mittwoch und Freitag machte sich der Bote von Liptingen auf die Runde über Schwandorf, Mainwangen und Mühlingen nach Gallmannsweil sowie über Schwandorf zurück nach Liptingen. Poststücke, die in die Gallmannsweiler Brieflade eingeworfen worden waren, wurden vor der Weiterleitung vom Postboten mit dem Uhrradstempel „17.“ versehen.

#### Verkehr
Gallmannsweil ist über die Kreisstraße 6110 an die Bundesstraßen 14 (Stockach–Tuttlingen) im Westen und 313 (Sauldorf–Stockach) im Osten in das Fernstraßennetz eingebunden.

##### Öffentlicher Personennahverkehr
Der Verkehrsverbund Hegau-Bodensee (VHB) fährt Gallmannsweil mehrmals täglich über die Buslinie Stockach–Zoznegg–Mühlingen–Hecheln an.

##### Wanderwege
Durch Gallmannsweil verläuft neben einigen von der Gemeinde Mühlingen ausgeschilderten Wanderwegen auch der über 185 Kilometer von Spaichingen auf der westlichen Schwäbischen Alb durch Oberschwaben und entlang des Bodensees bis zum Schwarzen Grat im Württemberger Allgäu führende „Heuberg-Allgäu-Weg“ (HW 9).

## Kultur und Sehenswürdigkeiten

### Bauwerke

#### Kirche St. Barbara
1359 wurde erstmals eine Unserer Lieben Frau geweihte Kirche in Gallmannsweil genannt. Die Pfarrei Gallmannsweil bestand spätestens 1479, Filialen oder Kapellen gab es nicht. Wahrscheinlich erfolgte die Änderung des Patroziniums in St. Barbara erst 1740.
Der heutige spätgotische Kirchenbau stammt aus dem frühen 16. Jahrhundert, der Turm reicht in seinem unteren Teil mindestens bis in das 13. Jahrhundert zurück. Er erhielt in der ersten Hälfte des 16. Jahrhunderts ein neues Glockengeschoss mit gotischen Schallöffnungen sowie sein charakteristisches Satteldach mit den Staffelgiebeln.

Am 28. November 1976 wurden von Dekan Erich Hunn zwei neue, bei Friedrich Wilhelm Schilling in Heidelberg gegossene Glocken geweiht.
Pfarrer in Gallmannsweil
- 0000 bis 1479: Johannes Glatterer
- 1479: bis 0000 Paulus von Scharpffenstain
- 0000 bis 0000: Sebastianus Brändlin
- 0000 bis 0000: Johannes Schuehmacher
- 0000 bis 0000: Johannes Spech
- 0000 bis 0000: Balthasar Schueler
- 0000 bis 0000: Petrus Schreiber
- 0000 bis 0000: Georg Riede
- 0000 bis 0000: Jacob Leen
- 0000 bis 0000: Georg Beck
- 1634 bis 1657: Martin Stahel
- 1657 bis 1661: Pfarrverweser ??
- 1661 bis 1668: Johann Conrad Stöcklin
- 1668 bis 1673: Georg Elias Seiz
- 1673 bis 1681: Caspar Umach
- 1681 bis 1711: Michael Jos
- 1711 bis 1733: Johann Hugo Jung
- 1733 bis 1735: Conrad Megerle
- 1735 bis 1744: Johannes Martin Rimelin
- 1744 bis 1746: Dominicus Schilling
- 1746 bis 1748: Jacob Brugger
- 1748 bis 1754: Johann Bartholomäus Degen
- 1754 bis 1786: Joseph Anton Schmid
- 1786 bis 1795: Chrysostomus Seitz
- 1795 bis 1828: Johann Nepomuk Henninger
- 1828 bis 1830: Pfarrer Hozhey (Mainwangen)
- 1830 bis 1836: Benedict Ganter
- 1837 bis 1841: Pfarrverweser J. B. Staiger und Rösch
- 1841 bis 1846: Wendelin Bury
- 1847 bis 1851: Johann Baptist Schmid
- 1851 bis 1853: Pfarrverweser Andreas Mayer (Boll)
- 1853 bis 1854: Pfarrverweser J. W. Ammann
- 1854 bis 1857: Pfarrverweser Andreas Mayer
- 1857 bis 1859: Pfarrverweser Franz Hausmann
- 1859 bis 1860: Pfarrverweser Andreas Mayer
- 1860 bis 1861: Pfarrverweser Th. Ecker
- 1861 bis 1895: Adolph von Briel
- 1895 bis 1898: Pfarrverweser H. G. Kaiser
- 1898 bis 1900: Pfarrverweser Gebhard Weber
- 1900 bis 1914: Gebhard Weber
- 1914 bis 1916: Pfarrverweser E. W. Widmann
- 1916 bis 1917: Pfarrverweser Joseph Erdrich
- 1917 bis 1952: Joseph Erdrich
- 1952 bis 1956: Pfarrverweser Friedrich Dezenter
- 1956 bis 1992: Friedrich Dezenter
- 1992 bis 2001: Hartwig-Michael Benz, Pfarrer der Gesamtgemeinde

#### Kriegerdenkmal

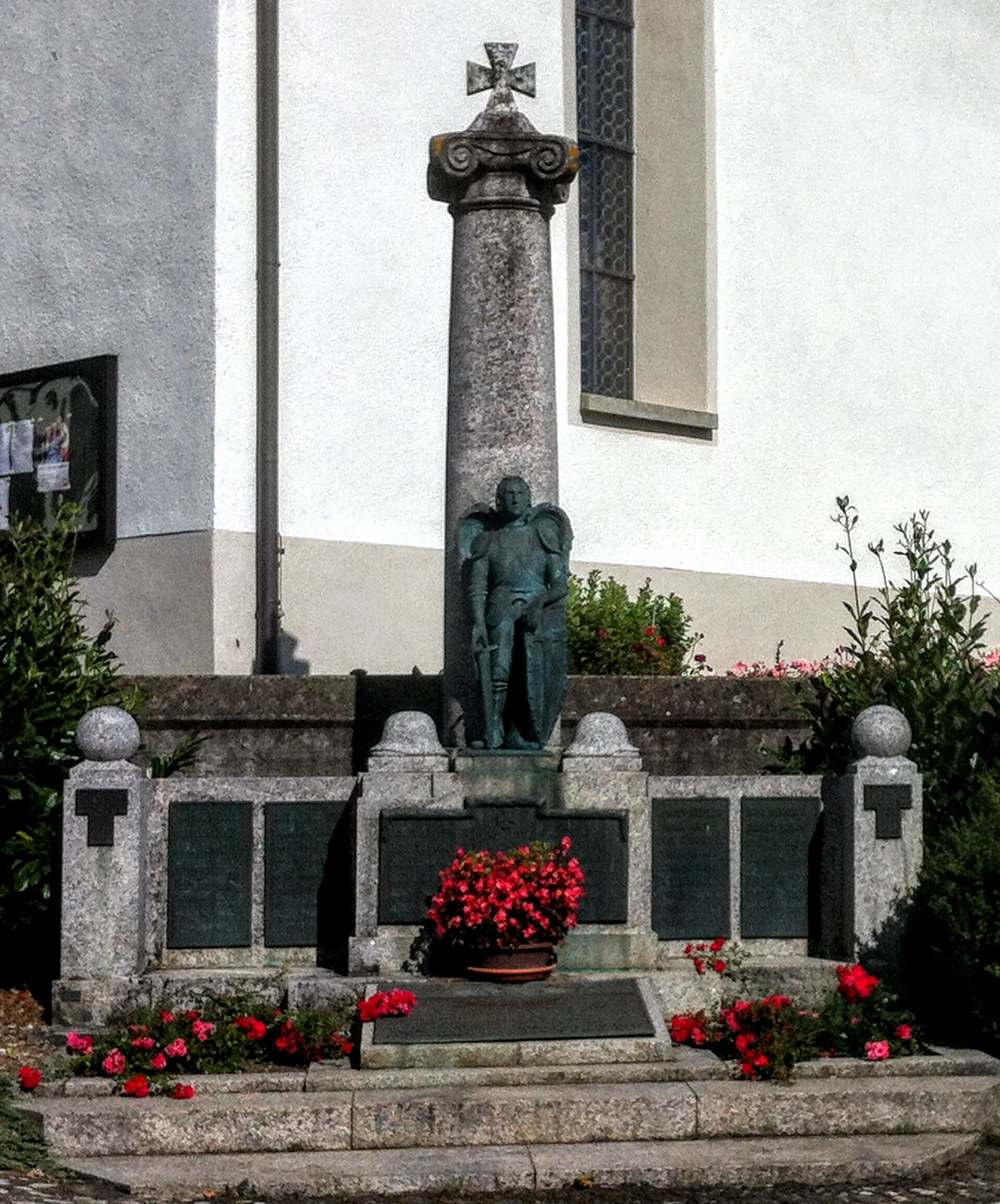
Kriegerdenkmal mit Namen der Gefallenen und Heimkehrenden des Ersten Weltkrieges

Durch Abstimmung unter den Bürgern – von 26 Bürgern waren 18 dafür – wurde am 22. Oktober 1954 bestimmt, dass das Kriegerdenkmal einen anderen Platz erhalten soll, und zwar auf dem freien Platz unterhalb der Kirche. Am 22. November 1987 wurde das wieder errichtete Denkmal durch Herrn Pfarrer Friedrich Dezenter eingeweiht.

#### Haus Kirchstraße 2
Das ehemalige Pfarrhaus gegenüber der Kirche St. Barbara, ein zweigeschossiger Sichtfachwerkbau mit Satteldach, ließ die Herrschaft Heudorf-Waldsberg 1534 erbauen. Sie legte großen Wert auf Qualität, weshalb das gesamte Gebälk, der Dachstuhl sowie das Fachwerkgefüge in Eichenholz ausgeführt wurden. Das sich heute in Privatbesitz befindende Gebäude mit rund 1500 Quadratmeter großem Garten und Backhaus wurde während der Barockzeit im 18. Jahrhundert, zum ausgehenden 19. Jahrhundert und in den 1960er Jahren erweitert bzw. umgebaut. Seit 2005 wurde das Haus grundlegend renoviert und steht seitdem unter Denkmalschutz. Im Januar 2015 wurde das ehemalig Pfarrhaus von der Denkmalstiftung Baden-Württemberg zum Denkmal des Monats gekürt.

#### Flurkreuze
Mehrere Flurkreuze an exponierten Stellen, auf Anhöhen und an Weggabelungen in und um Gallmannsweil werden heute von der Denkmalpflege zu den Kleindenkmalen gezählt und stehen zum Teil unter Denkmalschutz.

## Persönlichkeiten

### Söhne und Töchter der Stadt
- Joachim Aberlin, in Gallmannsweil geboren, † nach 1554; evangelisch-reformierter Pfarrer, Lehrer und Kirchenliederdichter

### Persönlichkeiten, die mit dem Ort verbunden sind
- Seppo Eichkorn (* 1956), Fußballspieler und -trainer; spielte für den SV Gallmannsweil